# 阿米娜·古里布-法基姆
阿米娜·古里布-法基姆（英語：Ameenah Gurib-Fakim，1959年5月24日—），毛里求斯政治人物、生物学家。2015年—2018年，任毛里求斯总统，为该国选出的第一位女性总统。